# Вантольра, Хосе
Хосе Раймундо Вантольра Ранхель (исп. José Raymundo Ventolrá Rangel; род. 30 марта 1943, Мехико, Мексика) — мексиканский футболист, защитник.

## Клубная карьера
Во взрослом футболе дебютировал в 1962 году выступлениями за команду «Толука», за которую выступал на протяжении всей своей карьеры футболиста, продолжавшейся 12 лет. За это время стал двукратным чемпионом Мексики и двукратным обладателем Суперкубка Мексики.

## Карьера в сборной
В 1963 году дебютировал в официальных матчах в составе национальной сборной Мексики.
В составе сборной был участником чемпионата мира 1970 года, на котором команда дошла до четвертьфинала.
В течение карьеры в национальной команде, которая длилась 8 лет, провёл в её составе 26 матчей.